# Martelaarsplein (Brussel)

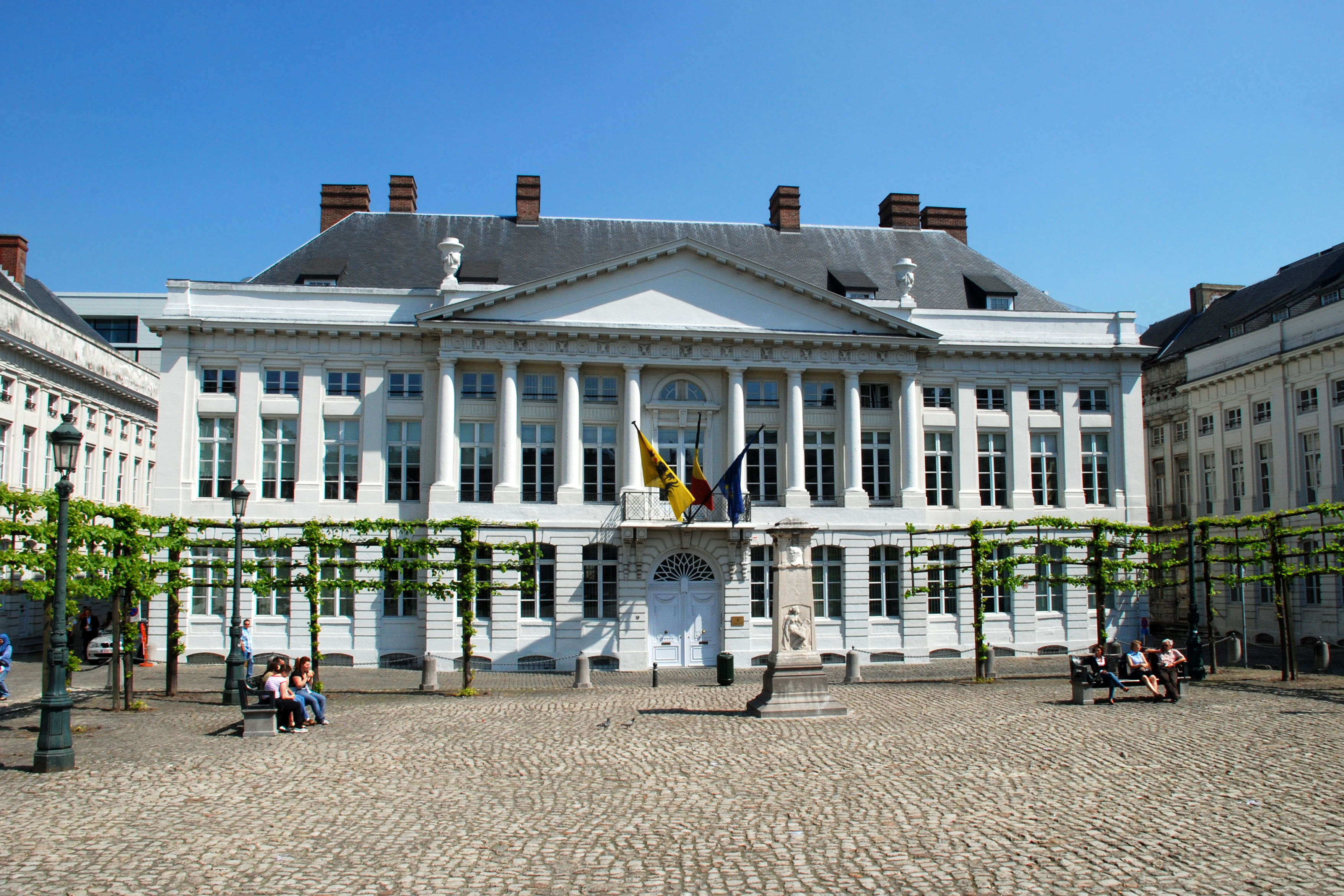
Kabinet van de Vlaamse minister-president aan de noordkant van het plein

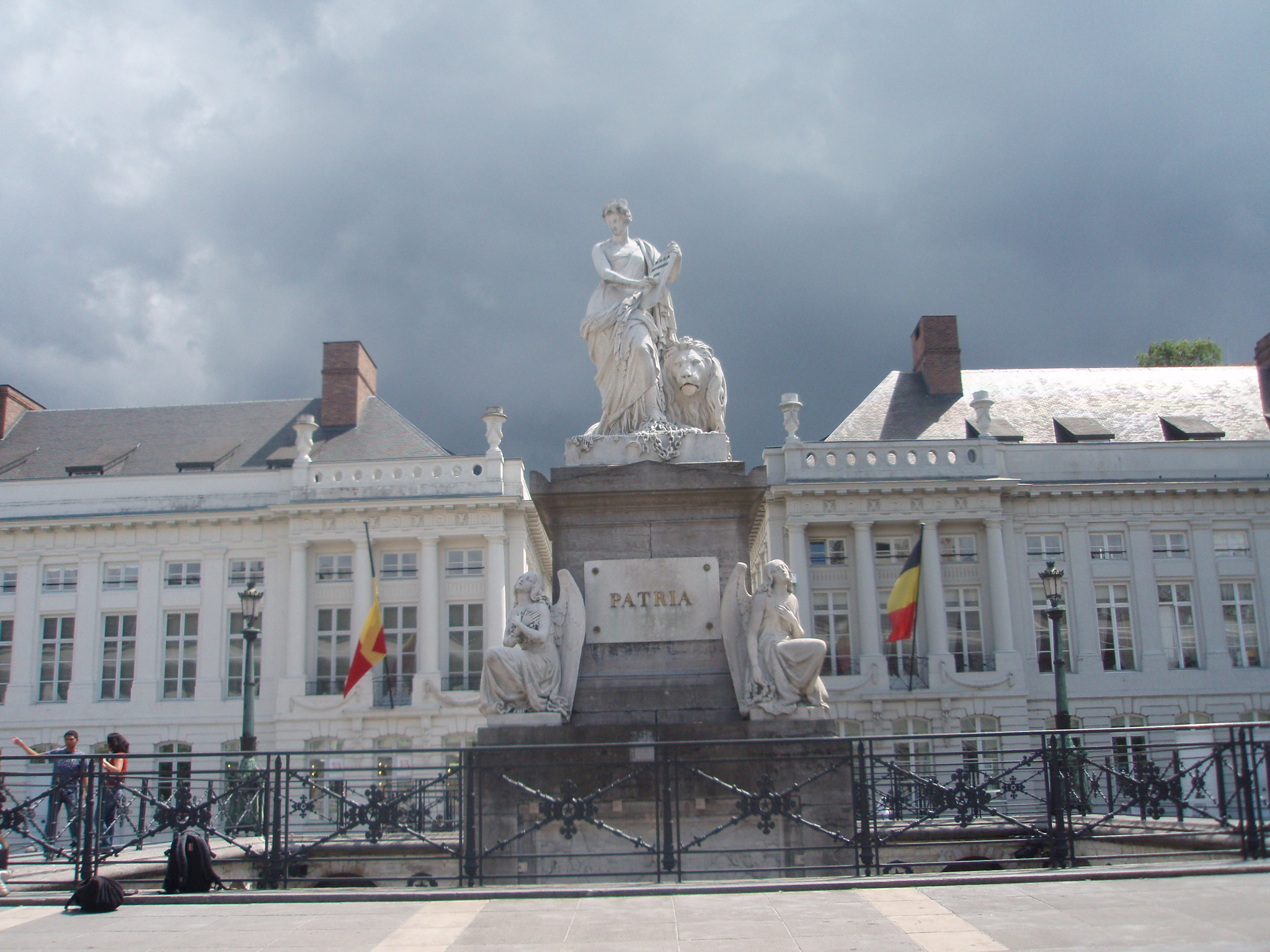
Pro Patria-monument

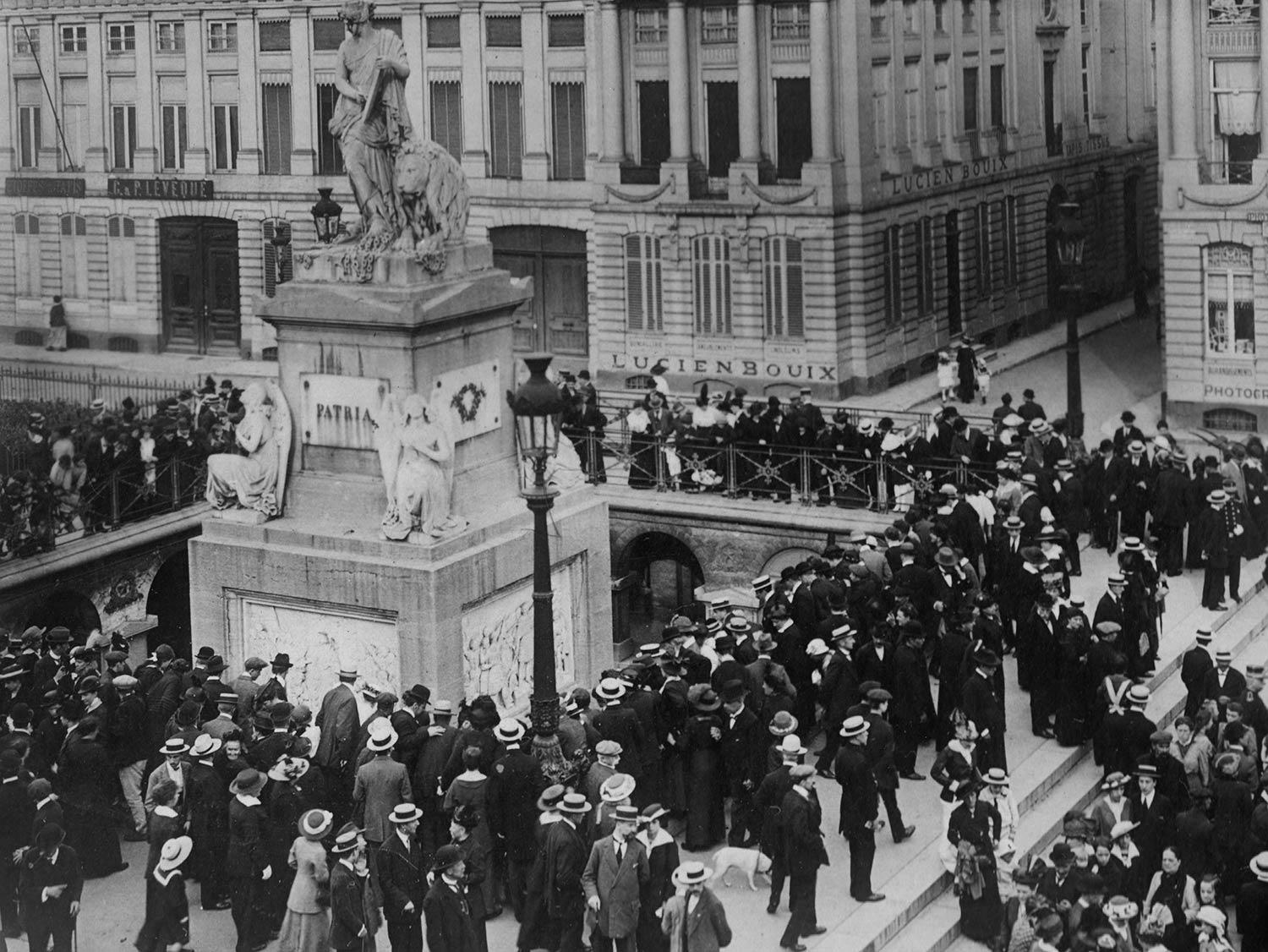
Op de eerste nationale feestdag onder de Duitse bezetting komen Brusselaars spontaan bijeen op het Martelaarsplein (21 juli 1915)

Het Martelaarsplein (Frans: Place des Martyrs) is een neoclassicistisch plein in het centrum van Brussel, even ten oosten van de Nieuwstraat. Aan dit plein staan een aantal elegante gebouwen waar verschillende Vlaamse ministers hun kabinet hebben, onder wie de minister-president van Vlaanderen. De naam Martelaarsplein wordt daardoor wel als metonymie voor de Vlaamse regering gebruikt, net zoals Wetstraat voor de federale regering kan staan.

## Geschiedenis
Het plein is in 1774-1776 aangelegd in opdracht van de stad Brussel door haar architect Claude Fisco op wat tot dan den blijck was, een bleekweide voor gewassen textiel. De stad had hiervoor Josse Massion onteigend, een aannemer-ontwikkelaar die het terrein in 1771 had aangekocht maar te grote eisen stelde. Fisco's neoklassieke ontwerp was heel modern voor de Brusselaars van die tijd: dubbele symmetrie, uniform lichte tint, alle gevels onder kroonlijst, op dezelfde rooilijn en met dezelfde dakhoogte. Het was het eerste stedelijk geheel waarin geen topgevels meer te bekennen waren. Een tijdgenoot zou veronderstellen dat de twee gebouwen onder fronton op de korte zijden prinselijke verblijven waren, de vier hoekgebouwen op de dwarsstraat adellijke residenties, en dat de rest van de lange zijden werd ingenomen door burgerhuizen. In realiteit bestond het plein uit 56 percelen met uitsluitend burgerhuizen van telkens drie traveeën breed. Elke koper van een perceel moest binnen een strikte termijn bouwen volgens de voorschriften vastgelegd in de Generaele Conditien. De verhoogde gevels verhinderden dat er winkels werden gevestigd.
Oorspronkelijk heette het plein het Sint-Michielsplein, naar de patroon van Brussel. In de Franse revolutionaire tijd werd de naam even gewijzigd in Blekerijplein, omdat de Fransen niets moesten hebben van straatnamen met "Sint". In 1831 werd het Sint-Michielsplein omgedoopt tot Martelarenplein, als eerbetoon aan de gesneuvelden van de Belgische Revolutie het vorige jaar. De opstandelingen van september 1830 wisten geen raad met de lichamen van de gesneuvelden en hadden een aantal van hen op het plein begraven. De volgende maand besloot een commissie aangesteld door het Voorlopig Bewind om er een nationale begraafplaats voor de slachtoffers van de revolutie van te maken. In 1838 werd er ook een monument met standbeeld en crypte opgericht. In de crypte zijn 467 begravenen bij naam geïdentificeerd.
Op het plein werden af en toe politieke demonstraties gehouden. Op 23 september 1884 verstoorden 3000 socialisten een vaderlandse herdenking met het zingen van de Marseillaise en de Carmagnole. De leiders Jean Volders en Louis Bertrand werden opgepakt. Tijdens de Eerste Wereldoorlog waren de traditionele vieringen verboden, maar kwam de bevolking spontaan bijeen op het Martelaarsplein om openlijk protest te uiten tegen de bezetting.

## Gedenktekens
Op het plein bevinden zich drie gedenktekens in verband met de Belgische Revolutie.

### Pro Patria
De strenge leegheid van het plein is in 1838 doorbroken door de plaatsing van het nationale monument Pro Patria. Het werd ontworpen door de beeldhouwer Willem Geefs en de architect Louis Roelandt (1783-1864). Bovenaan schrijft een vrouw die de Vrijheid voorstelt de Septemberdagen bij in haar boek. Aan haar voeten rust een leeuw op de gebroken ketenen van de slavernij. Tegen de sokkel symboliseren vier engelen de Strijd, de Overwinning, het Martelaarschap en de Hoop. Nog lager zijn vier bas-reliëfs aangebracht met scènes uit de Septemberdagen: de eed van de patriotten op de Grote Markt, de aanval op het Warandepark bevolen door Juan Van Halen, de zegening van de graven door de deken van Sint-Goedele en de kroning van de helden door België. De ondergrondse crypte bevat 27 zwartmarmeren gedenkplaten met de namen van 467 gevallen helden.

### Monument voor graaf Frédéric de Merode
Op 24 september 1898 werd het monument voor graaf Frédéric de Merode ingehuldigd. De bronzen sculpturen van Paul Dubois zijn aangebracht op een art-nouveau-sokkel van Henry Van de Velde.

### Monument voor Jenneval
De man die de tekst van de Brabançonne schreef, Alexandre Dechet alias Jenneval, is in 1897 geëerd met een stèle van beeldhouwer Alfred Crick en architect Émile Anciaux.

## Voetnoten
1. ↑  Gita Deneckere, 1900: België op het breukvlak van twee eeuwen, 2006, p. 60